# Almonacid de la Sierra
Almonacid de la Sierra è un comune spagnolo di 881 abitanti situato nella comunità autonoma dell'Aragona.